# Simon Bisley
Simon Bisley (ur. 4 marca 1962) – brytyjski grafik, malarz, twórca komiksów. Matka artysty była Polką. Simon Bisley współpracuje z magazynem Heavy Metal oraz z największymi amerykańskimi wydawnictwami komiksowymi, m.in. z DC Comics, Marvel Comics, Verotik. Autor komiksów: ABC Warriors, Lobo, Sláine. Rogaty bóg, Batman/Judge Dredd: Sąd nad Gotham.
W roku 2011 artysta dwukrotnie odwiedził Polskę. Był gościem specjalnym na Bałtyckim Festiwalu Komiksu w Gdańsku oraz na Międzynarodowym Festiwalu Komiksu i Gier w Łodzi.